# Stenoxotus
Stenoxotus is een kevergeslacht uit de familie van de boktorren (Cerambycidae). De wetenschappelijke naam van het geslacht werd voor het eerst geldig gepubliceerd in 1896 door Fairmaire.

## Soorten
Stenoxotus omvat de volgende soorten:
- Stenoxotus bertiae Vives, 2004
- Stenoxotus humberti Villiers, Quentin & Vives, 2011
- Stenoxotus nigripes Villiers, Quentin & Vives, 2011
- Stenoxotus ochreoruber Fairmaire, 1896
- Stenoxotus stenopteroides Villiers, Quentin & Vives, 2011
- Stenoxotus viossati Villiers, Quentin & Vives, 2011